# Сусанна Хачатрян
Сусанна Седраківна Хачатря́н (нар. 3 квітня 1909, Єреван — пом. 17 грудня 1987, Єреван) — вірменська радянська вчена в галузі генетики і селекції винограду, доктор біологічних наук з 1965 року.

## Біографія
Народилася 3 квітня 1909 року в місті Єревані (тепер Вірменія). 1930 року закінчила сільськогосподарський факультет Єреванського державного університету. Протягом  1938—1949 років працювала в Академії наук СРСР у галузі генетики рослин. Член ВКП(б) з 1947 року.
Протягом 1949—1974 років — старший науковий співробітник відділу селекції винограду і ампелографії Вірменського науково-дослідного інституту виноградарства, виноробства та плодівництва, з 1974 року — науковий консультант цього ж відділу.
Нагороджена орденом Трудового Червоного Прапора. Померла в Єревані 17 грудня 1987 року.

## Наукова діяльність
Вченою вивчені селекційно-генетичні особливості ранньостиглості у винограду, мінливість і ступінь стабільності цієї властивості. Автор 16 винаходів, понад 150 наукових робіт, в тому числі однієї монографії. Серед робіт:
- «Раннеспелость у винограда». — Єреван, 1966;
- «Принципы подбора пар для выведения крупноплодных сортов столового винограда разных сроков созревания». — В книзі: «Селекция винограда». Єреван, 1974.

Співавтор 16 нових сортів винограду, районованих в Вірменії, і 52 сортів, які станом на 1987 рік перебували на Держсортовипробуванні.
Брала участь в складанні «Ампелографії Вірменської РСР» і «Ампелографії СРСР» (нею описані 68 сортів винограду).